# Zombiebobry
Zombiebobry (ang. Zombeavers) –  amerykańska komedia grozy z 2014 roku, wyreżyserowana przez Jordana Rubina i napisana Ala Kaplana, Jordana Rubina i Jona Kaplana. Opowiada historię walki studentów z bobrami przeistoczonymi w zombie. 
Światowa premiera obrazu odbyła się 13 kwietnia 2014 podczas Imagine Film Festival w Holandii. 19 kwietnia tego roku projekt został zaprezentowany widzom Tribeca Film Festival w Nowym Jorku. Zwiastun filmu został opublikowany na długo przed premierą Zombeavers, w lutym 2014; stał się wówczas przebojem internetu.

## Obsada
- Cortney Palm − Zoe
- Rachel Melvin − Mary
- Lexi Atkins − Jenn
- Hutch Dano − Sam
- Peter Gilroy − Buck
- Jake Weary − Tommy
- Bill Burr − Joseph
- Rex Linn − Smyth
- Brent Briscoe − Winston Gregorson
- Robert R. Shafer − Trucker
- Chad Anderson − Adam
- Phyllis Katz − Myrne Gregorson